# Togacantha nordviei
Togacantha nordviei är en spindelart som först beskrevs av Embrik Strand 1913.  Togacantha nordviei ingår i släktet Togacantha och familjen hjulspindlar. Inga underarter finns listade i Catalogue of Life.